# 科学情報研究所
科学情報研究所（かがくじょうほうけんきゅうじょ）とは、Institute for Scientific Information(ISI)のことを指す。1960年に、Eugene Garfieldによって設立された。1992年にトムソン (情報サービス業)によって買収され、 Thomson ISI の名でも知られるようになった。現在は、トムソン・ロイターの Healthcare & Science business 部門の一部である。